# 延長換算両数
延長換算両数（えんちょうかんさんりょうすう）は、日本における鉄道の運転業務で用いられる列車の編成長、またはプラットフォーム・待避線の有効長を、貨物列車の貨車として一般的だった2軸車の標準的な車長である 8メートル を基準に取り、列車長を「2軸車の連結両数」として表したものである。鉄道連絡船の船内軌道の有効長表記である『ワム換算』は延長両数である。実務では延長換算よりも「延ばし」「延べ」を用い、列車重量を表す換算両数と混同を起こすため「換算」の文字は使わないのが一般的であった。
以下、日本の普通鉄道における換算手法について述べる。

## 使用目的
貨物列車を組成するとき、編成長を停車駅の線路の有効長内に収めなければならないという制限がある。もし停車場・信号場での有効長を超える列車をひとたび運転してしまうと、単線の場合は列車交換に支障をきたす。また待避線で後続列車を優先させる場合だと列車全体が待避線に収まらず、後続列車を優先通行させることができなくなる。2024年6月12日、東海道本線茨木駅構内で機関車1両・コンテナ貨車26両を牽引していた貨物列車を本線から退避させようと、有効長の不足する茨木駅1番線に進入させたものの、1番線に収まりきらず、場内信号機・閉塞信号機とも赤信号のままになり、特急「はるか3号」が駅間で立ち往生。運転を打ち切り最寄りの踏切にて乗客は降車させられ、摂津富田駅まで徒歩で移動を強いられた。日本の鉄道史において草創期から存在したヤード集結型輸送において貨物の扱駅に沿って操車場と行き来する解結貨物列車は途中駅で貨車の連結・解放を行うが、列車長が停車駅の線路の番線の有効長以内に収まるよう、発着駅および連結解放を行う各駅の駅長と念入りに打ち合わせの上で貨車の集配（連結解放）を行った。

## 計算法
貨車の種別ごとに延長換算両数が決められた。計算の簡素化の目的で 1.2、1.5、2.0、2.5、3.0、3.5、5.0 と切りの良い数値が用いられ、それぞれ足し合わせて延長換算両数が求められる。代表的なものを以下に例示する。
| 貨車類別                         | 延長換算両数 |
| -------------------------------- | ------------ |
| 一般の2軸車                      | 1.0          |
| ハワム                           | 1.2          |
| ホキ （ボギー車）                | 1.5          |
| オホキ （全長 12 m 超）          | 2.0          |
| チキ                             | 2.0          |
| コタキ・コタサ（全長 12 m 以下） | 2.0          |
| オタキ・オタサ（全長 16 m 超）   | 2.5          |
| コンテナ車・コンテナ緩急車       | 2.5          |
| ボギー客車・電車・気動車         | 2.5          |
| 車運車                           | 3.0          |
| 操重車                           | 3.5          |
| 大物車                           | 5.0          |
| その他ボギー車                   | 2.0          |

- 表の出典: [1]

また機関車にもその全長に対しグループ分けして延長換算両数が決められた。
なお上記の表は雑多な貨車の組み合わせにおける数値であるため、余裕を含んだきりの良い数値になっている。しかしながらタンク車を多数連ねた編成やコンテナ貨物のみの編成の場合は列車長の計算において無駄が生じることから、1車種のみで組成された貨物列車に対する換算率の特例があった。一例を示す。
| 貨車         | 特例換算率 | 本則の換算両数 |
| ------------ | ---------- | -------------- |
| タキ35000形  | 1.6        | ( 2.0 )        |
| コキ5500形   | 2.3        | ( 2.5 )        |
| ク5000形     | 2.6        | ( 3.0 )        |
| オホキ2200形 | 1.6        | ( 2.0 )        |

- 表の出典: [1]

各駅における貨車の連結解放を記した貨車解結通知書には（重量）換算両数ごとの車両数とともに延長換算両数も記載された。